# Ярослав Ингваревич
Ярослав Ингваревич (ум. после 1229) — князь шумский (1223—1227), луцкий (1227—1228) и меджибожский (с 1228), один из четырёх известных сыновей Ингваря Ярославича. Двое его старших братьев (Изяслав Ингваревич Дорогобужский и Святослав Ингваревич Шумский) погибли в битве на Калке (1223).

## Биография
После смерти на луцком княжении своего младшего двоюродного брата, Ивана Мстиславича (1227), Ярослав занял Луцк, но вскоре был изгнан Даниилом Романовичем Волынским, получив взамен Луцка Перемиль и Меджибожье.
Во время похода на Галич в 1230 году союзником Даниила выступает уже Владимир Ингваревич, Ярослав не упоминается.
Во время монгольского нашествия в Каменце Ярославом Ингваревичем была захвачена семья Михаила Всеволодовича на пути из Киева в Венгрию. Известие содержится в Лаврентьевской летописи и обычно трактуется применительно к Ярославу Всеволодовичу Владимирскому.

## Семья и дети
- Жена — дочь Романа Ростиславича смоленского[5];
- Сын — Борис Ярославич (после 1234)